# جشن اکتبر (فیلم)
«جشن اکتبر» (انگلیسی: Oktoberfest) یک فیلم درام است که در سال ۱۹۸۷ منتشر شد.